# Itti-Marduk-balāṭu (Egibi)
Itti-Marduk-balāṭu ist der Name eines babylonischen Geschäftsmannes aus der Familie Egibi. Er gehörte der dritten Generation dieser Unternehmerfamilie an, die bis zum Ende der Regierungszeit Kambyses II., 522 v. Chr., wirkte, und Ehemann von Nuptaja.